# Hornafjörður

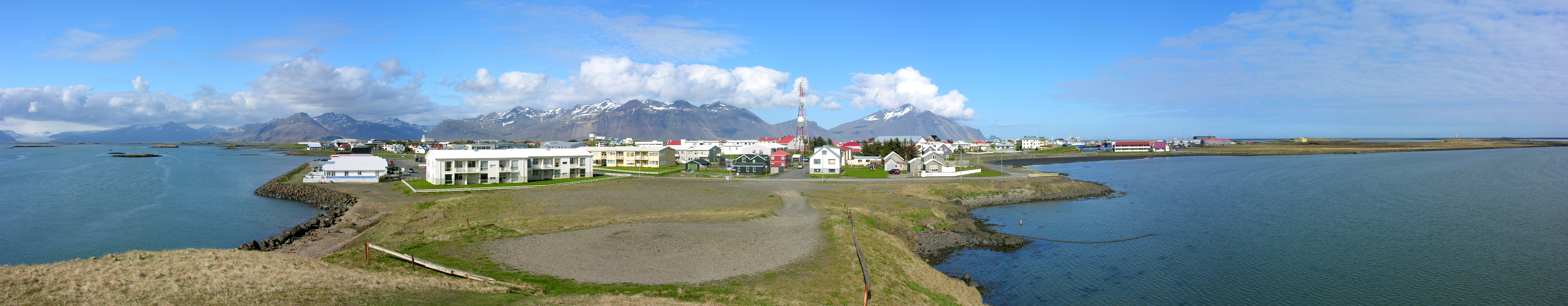
Hamnen

Hornafjörður är en kommun i regionen Austurland på Island. Folkmängden är 2 450 (2022). Största orten i kommunen är Höfn.

## Bilder

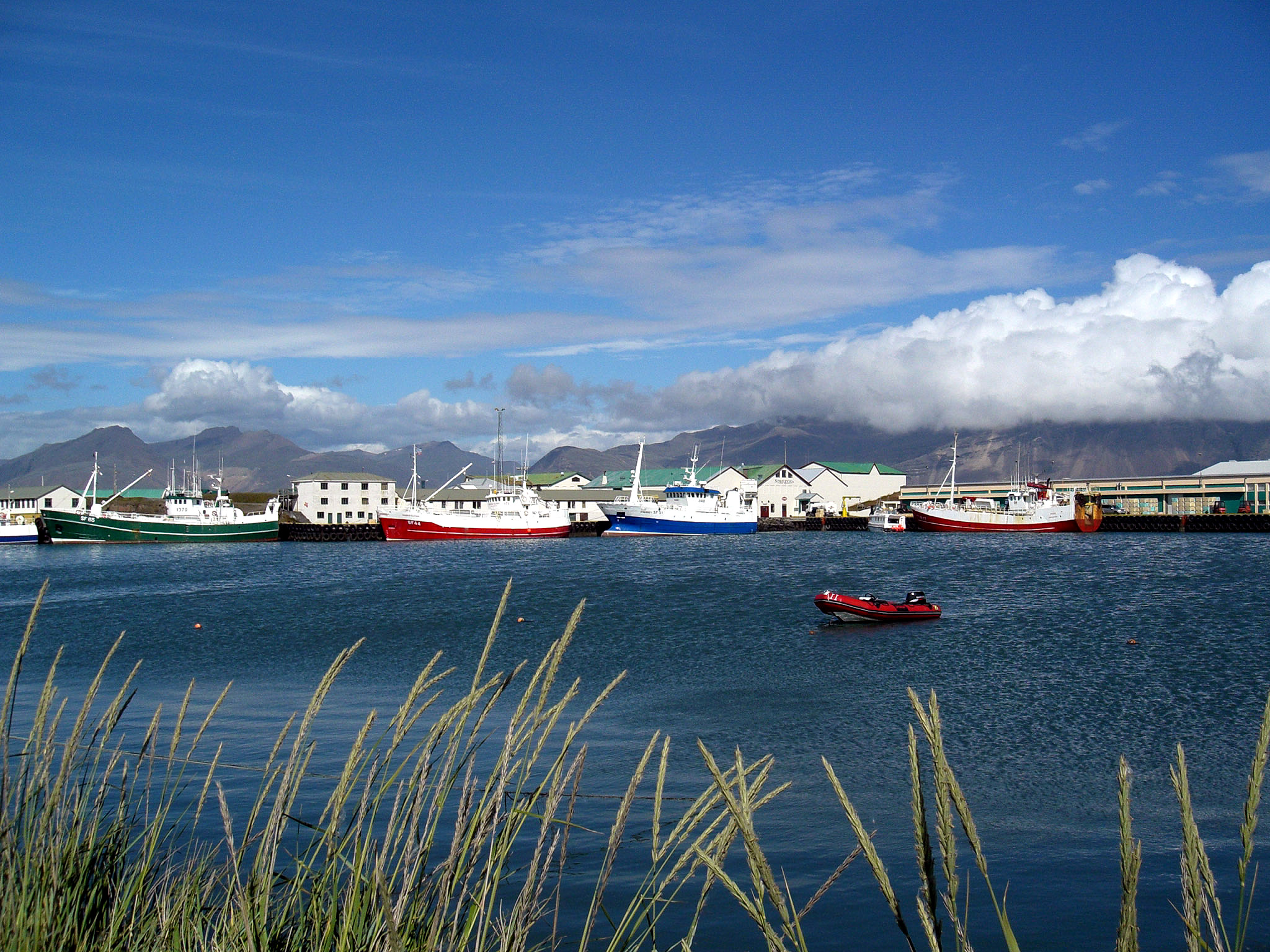
Höfn
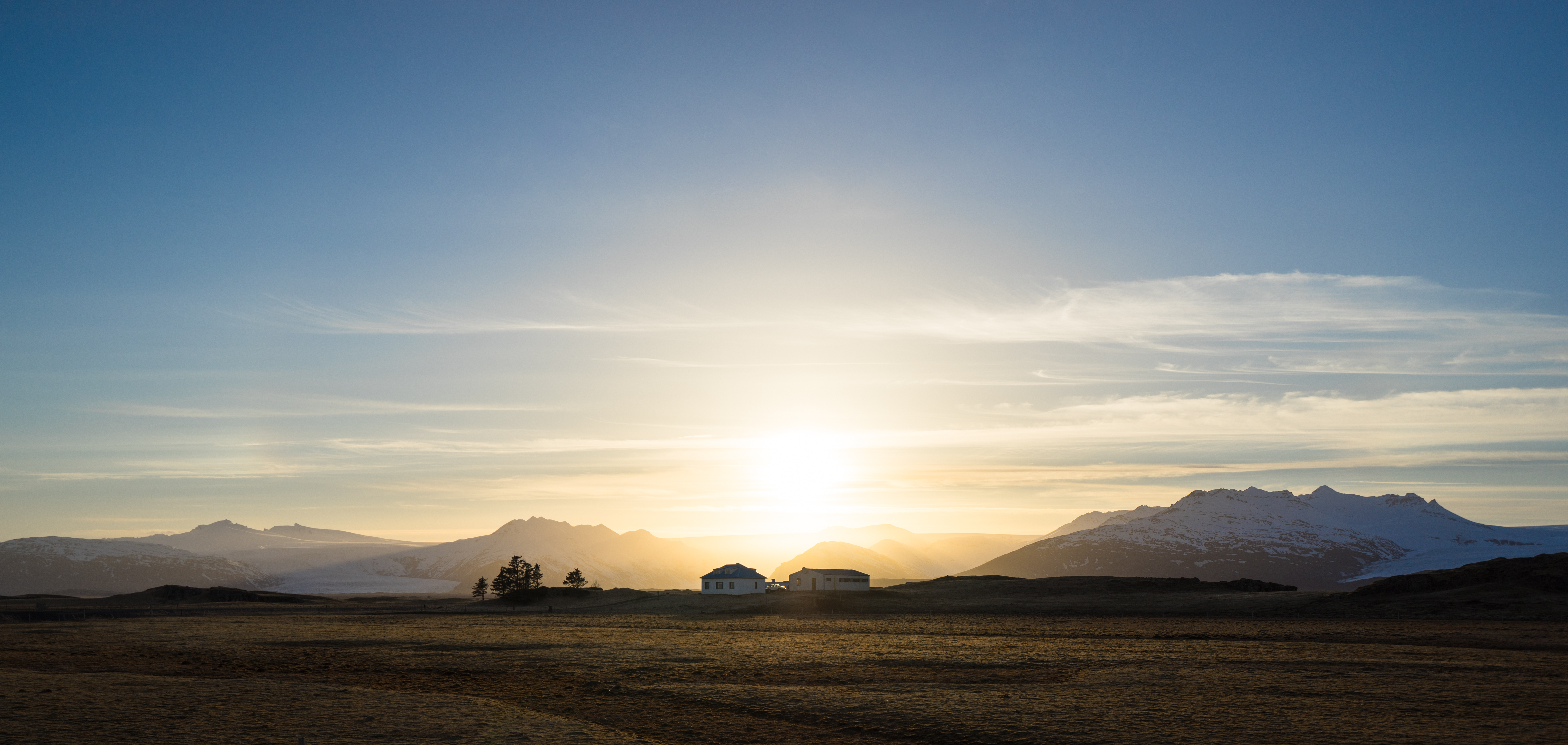
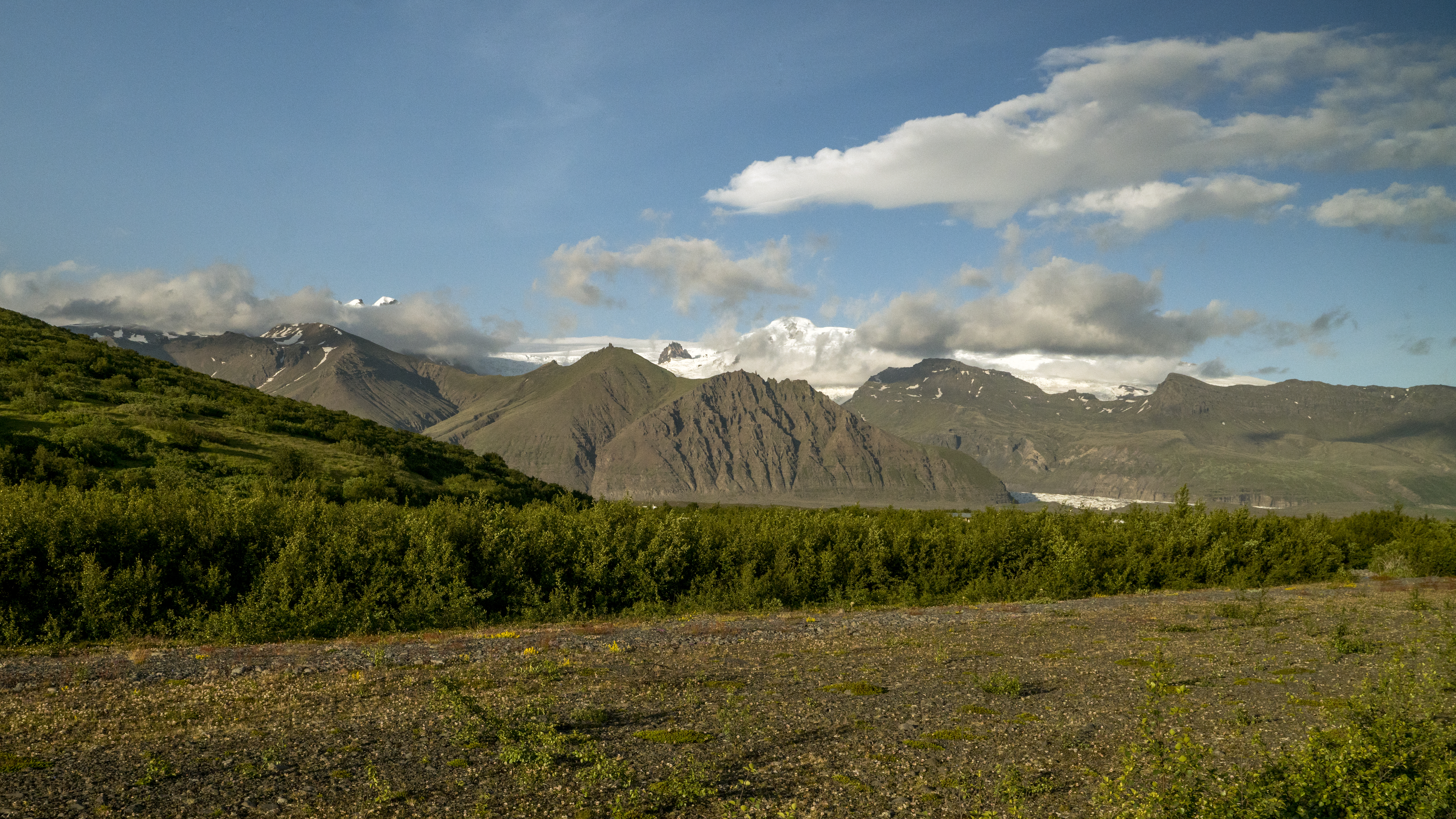
Skaftafell